# سرخ‌گلی
سرخ گلی در چرخه رنگ RGB رنگیست مابین سرخ و سرخابی (ماژنتا) که در درجه ۳۳۰ پرده رنگی قرار می‌گیرد.
در این چرخه رنگ، سرخ گلی یکی از رنگهای درجه سوم است. رنگ مکمل سرخ گلی، سبز بهاری می‌باشد.
این رنگ، نمادی از مهر، خوش‌بینی و روز ولنتاین است.
یکی از زیر شاخه‌های سرخ گلی که در چرخه رنگ با شماره #F77FBE مشخص می‌شود و همان رنگ گل محمدی می‌باشد، صورتی پارسی (Persian Pink) نام گرفته، زیرا این رنگ در ایران بسیار محبوب بوده‌است.

## مشخصات سرخ گلی
```
(r, g, b) (255, 0, 127)
```

(c, m, y, k) (0, 100, 50, 0)
(h, s, v) (330°, ۱۰۰٪, ۱۰۰[۱]

## مشخصات صورتی ایرانی
```
(r, g, b) (247, 127, 190)
(c, m, y, k) (0, 49, 23, 3)
 (h, s, v) (329°, ۴۹٪, ۹۷٪)
```